# Umnak
Umnak (anglicky Umnak, rusky Умнак, aleutsky: Unmax) je jeden z Liščích ostrovů, které jsou součástí Aleutských ostrovů a patří administrativně americkému státu Aljaška. S rozlohou 1 776,76 km2 je třetím největším ostrovem Aleutských ostrovů a 19. největším ostrovem v USA. Na ostrově je velká sopečná kaldera na hoře Okmok a nachází se zde také jediné gejzírové pole na Aljašce. Umnak je od sousedního ostrova Unalaška oddělen Umnackým průlivem. V roce 2000 na Umnaku žilo 39 lidí a v roce 2010 jich na ostrově bylo jen 18, většinou soustředěných v jediné osadě na ostrově Nikolski.

## Geografie a podnebí
Umnak, třetí největší ostrov Aleutských ostrovů, se nachází v Beringově moři, jihozápadně od většího ostrova Unalaška. Ostrov je přibližně 113–116 km dlouhý a 26 km široký. Umnak byl v poslední době ledové oddělen od americké pevniny a nyní se nachází asi 300 km od aljašského pobřeží. Je to aktivní sopečný ostrov, délka jeho pobřeží je cca 205 km. Nejvyšší nadmořská výška ostrova je 2 149 m. Je velmi hornatý s nízko rostoucí vegetací. Nejjižnějším bodem je mys Sagak.
Nejvyšším vrcholem ostrova je stratovulkán Vsevidov (2 149 m n. m.) v jihozápadní části Umnaku. Jeho symetrický kužel prudce stoupá ze svého okolí a tvoří kráter o šířce 1,2 km. Jeho poslední erupce byla způsobena zemětřesením 9. března 1957. Sopka vybuchla 11. března 1957 a erupce skončila až následující den. Východně od sopky Vsevidov je Ruský záliv a další stratovulkán - Rečešnyj (1 984 m). V jižní části ostrova je osada Nikolski a jezero Umnak. Mezi jezerem a Nikolski se nachází zaniklá osada Chaluka, která byla pro domorodé Aleuty centrem ostrova.
Severovýchodní část ostrova je tvořena především čedičovými horninami, zatuhlou lávou a vyvřelými horninami. Severozápadní části ostrova dominuje stratovulkán Okmok (1 253 m), který je charakteristický širokou kruhovou kalderou (9,3 km), vzniklou při megaerupci roku 43 př. n. l. Okraj kaldery dosahuje výšky 1 073 m. Po jejím vzniku se na bocích stratovulkánu vytvořilo několik nových kuželů a lávových kopulí - například hora Tulik (1 253 m), hora Idak (585 m) a vrchol Jag.
Severně od sopky Rečešnyj se v údolí Geyser Creek nachází geotermální pole s gejzíry. V roce 1988 zde bylo 5 činných gejzírů, tryskajících až 2 m vysoko, a 9 přírodních fontán až 0,7 m vysokých.
Jihozápadní část ostrova je poměrně rovinatá a pokrytá mnoha jezery.
Umnak má subarktické klima, které hraničí se subpolárním oceánským podnebím s krátkými, mírnými až teplými léty a dlouhými, mrazivými a zasněženými zimami.

## Erupce
V roce 43 před naším letopočtem došlo k megaerupci sopky Okmok. Množství popela, které se dostalo do atmosféry, snížilo sluneční svit a tím minimálně na dva roky klesly průměrné teploty. Důsledky ochlazení až o osm stupňů v průměru vedly k neúrodě, všeobecné bídě a sociálním nepokojům až ve Středomoří, kde došlo k smetení Římské republiky a vzniku diktatury Římské říše. Výbuch sopky na jedné straně polokoule vedl k smrti Julia Caesara na druhé polokouli.
V sobotu 12. července 2008 vybuchla sopka Okmok, erupce trvaly několik dnů. Na ostrově musela být evakuována základna Fort Glenn a soukromé zemědělské usedlosti. Popel vystoupal až do výše 15 000 metrů a dopadal až na osadu Nikolski na opačné straně Umnaku. Oblak popele také narušil provoz letů na letišti Dutch Habor.

## Historie
Nejstarší známá osídlení na ostrově jsou stará asi 8 400 let a nachází se v Anangule, asi 3 km od osady Nikolski. Další aleutské osady postupně vznikaly především při ostrovních říčkách.
Dne 1. září 1759 zakotvila u pobřeží ostrova ruská galeota Svatý Julián, která patřila moskevskému obchodníkovi Ivanu Nikiforovi a velel jí navigátor Stěpan Gavrilovič Glotov. Během vylodění na pobřeží došlo ke střetu s domorodými Aleuťany, během něhož padli dva kozáci, jeden Kamčadal a kapitán Glotov byl zraněn. I přes první konflikt se Rusům podařilo s domorodci uzavřít mír a začít výhodně obchodovat. Glotov nakonec na ostrově strávil tři zimy, během nichž nashromáždil přes tisíc kožešin z lišek. Glotov spolu s kozákem Ponomarevem vytvořili podrobnou mapu Umnaku a popsali ostrov, krom jiného napsali, že zde žije 400 dospělých mužů v čele se dvěma náčelníky - tzv. tojeny.
V roce 1763 u Umnaku zakotvila galeota Svatý Jan pod vedením navigátora Medvěděva, který měl s sebou skupinu 49 Rusů a Kamčadalů. Aleuté ruskou výpravu přijali přátelsky, chtěli navázat na dobré vztahy uzavřené Glotovem. Předali Rusům předepsanou naturální daň, tzv. jasak. Rusové si ale během několika dnů proti sobě domorodé obyvatele popudili arogancí, násilím a dokonce vraždami. Jeden ze synů domorodého náčelníka byl Rusy odsouzen k bití prutů, to byl pro Aleuty nepředstavitelný trest, protože biti u nich byli jen otroci. Když Aleuté dále viděli, jak si Rusové berou násilím jejich dcery a manželky, rozhodli se Rusů na ostrově zbavit. Domorodci na Umnaku, Unalašce a Unimaku se spojili a ve stejnou dobu povstali proti Rusům - vzniklo tak Aleutské povstání na Liščích ostrovech. V prosinci 1763 začal velký útok na všechny Rusy na Umnaku a téměř všichni byli zabiti. Díky nečekanému a koordinovanému útoku sami Aleuté neutrpěli téměř žádné ztráty. Domorodci zničili veškerý majetek Rusů na Umnaku a spálili loď Svatý Jan.
Aleutské povstání na Liščích ostrovech v letech 1763-1764 bylo největším povstáním domorodců v Ruské Americe za celou dobu její existence.
Na konci května 1764 se na Umnak vrátil kapitán Glotov, který měl dobré vztahy s ostrovany a doufal, že mírovou cestou potlačí povstání. Když Glotov ale viděl nepřátelství a nenávist ostrovanů a k tomu vypálené ruské zimoviště na ostrově, rozhodl se zorganizovat represivní nájezd. Na jižní straně Umnaku Glotov zcela zničil čtyři aleutské vesnice - neušetřil ani ženy a děti. Glotov během následujících týdnů zcela rozdrtil aleutské povstání a dokončil tak kompletní ruské podmanění nejen Umnaku, ale celých Aleutských ostrovů.
V roce 1767 na ostrově zakotvila loď Svatý Pavel a přes počáteční přátelské přivítání na Umnaku se opět projevili rozbroje mezi Rusy a Aleuty. Rusové se báli vzdalovat z lodi, trpěli kurdějemi a ze zálohy byly ostrovany napadány. Aleuti se pokusili bránit placení jasaku, ale byli k němu donuceni.
V létě 1775 zakotvil u Umnaku kapitán Potap Zajkov, který uzavřel dohodu o spolupráci s navigátorem Jevstratijem Delarovem a společně lovili a obchodovali v okolí Umnaku, navzájem si vypomáhali, aby předešli nepřátelství s Aleuty. Svým jednáním a přístupem se jim podařilo domorodé Aleuty usmířit a udělat z nich bezproblémové ruské poddané.
Dne 18. října 1867 došlo k ruskému prodeji Aljašky (včetně ostrova Umnak) Spojeným státům americkým. Z ruského ostrova se ze dne na den stal americký ostrov.
Moderní historie ostrova Umnak je spojena s vojenskými základnami zřízenými Spojenými státy během druhé světové války. Účelem leteckých základen na Aleutských ostrovech nebyla jen obrana Dutch Haboru, ale také zahájení útoků proti japonským ostrovům. Američané postavili na Umnaku leteckou základnu Fort Glenn. V době, kdy Japonci v létě 1942 zaútočili na ostrovy, měla americká posádka na Umnaku dohromady sílu 4000 vojáků, včetně ženijních rot, polních a protiletadlových jednotek. Japonci plánovali zaútočit na Umnak a udělat si z něj svou hlavní základnu pro tuto oblast. Japonci nevěděli o utajované vojenské základně Fort Glenn a věřili, že ostrov chrání jen několik lodí operujících v okolí Umnaku.

## Populace
V době příchodu Rusů na ostrov zde žilo 400 dospělých mužů - Aleuťanů. Při potlačování aleutského povstání na Umnaku byla zabita pravděpodobně většina mužské populace ostrova a aleutská populace již nikdy nedosáhla původní velikosti.
V roce 1941, kdy Umnak byl využíván jako americká vojenská základna, na ostrově žilo pouze 50 Aleuťanů, kteří většinou byli pravoslavného vyznání a jejich příjmení připomínala ruskou minulost ostrova.
Podle sčítání obyvatel v roce 2000 žilo na Umnaku již jen 39 osob. Jedinou větší osadou zůstávalo hlavní město ostrova Nikolski. Vojenská základna Fort Glenn, kde během roku 1942 sloužilo 4 000 vojáků, byl obýván jen několika vojáky. Po výbuchu sopky Okmok v roce 2008 odešlo z ostrova i těch posledních několik vojáků.
Podle posledního sčítání obyvatel v roce 2010 na ostrově už žilo jen posledních 18 obyvatel.

## Galerie

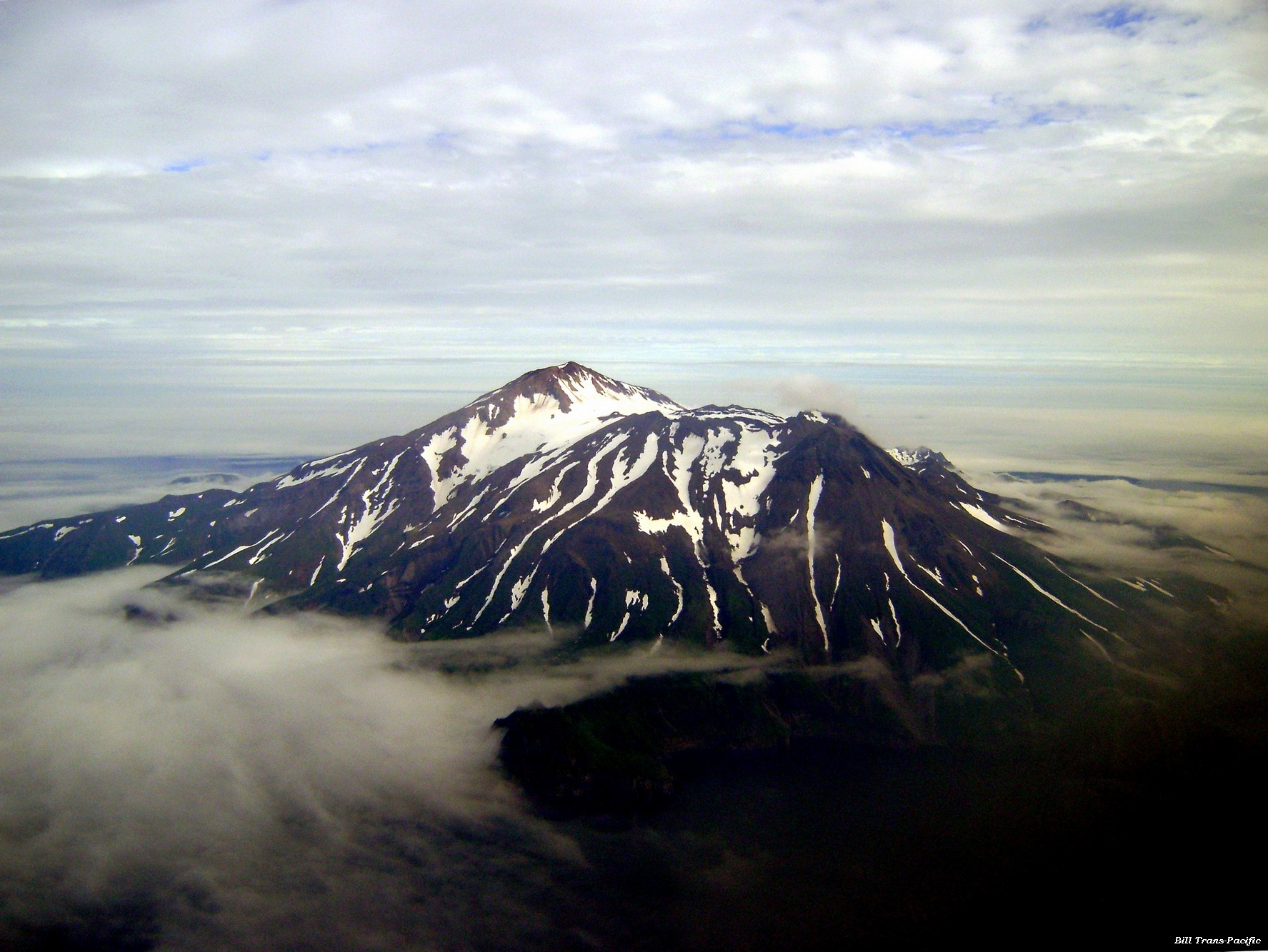
Sopka Vsevidov (rok 2008)
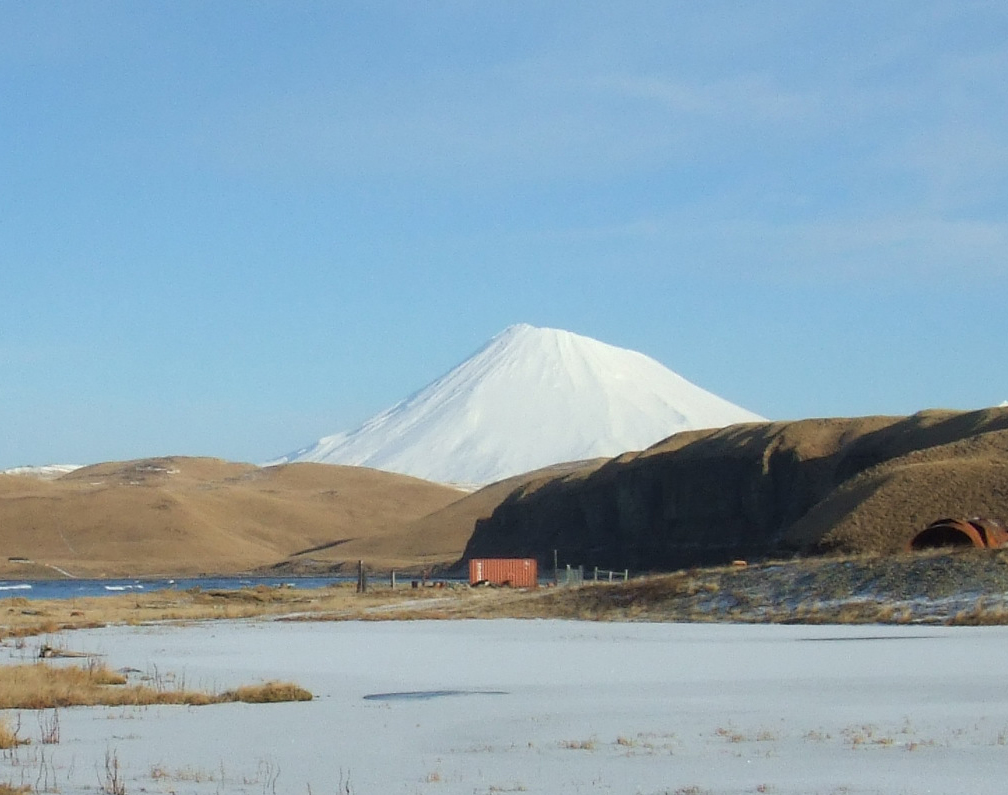
Pohled na sopku Vsevidov (rok 2013)
Domy Aleuťanů v osadě Nikolski (rok 1990)
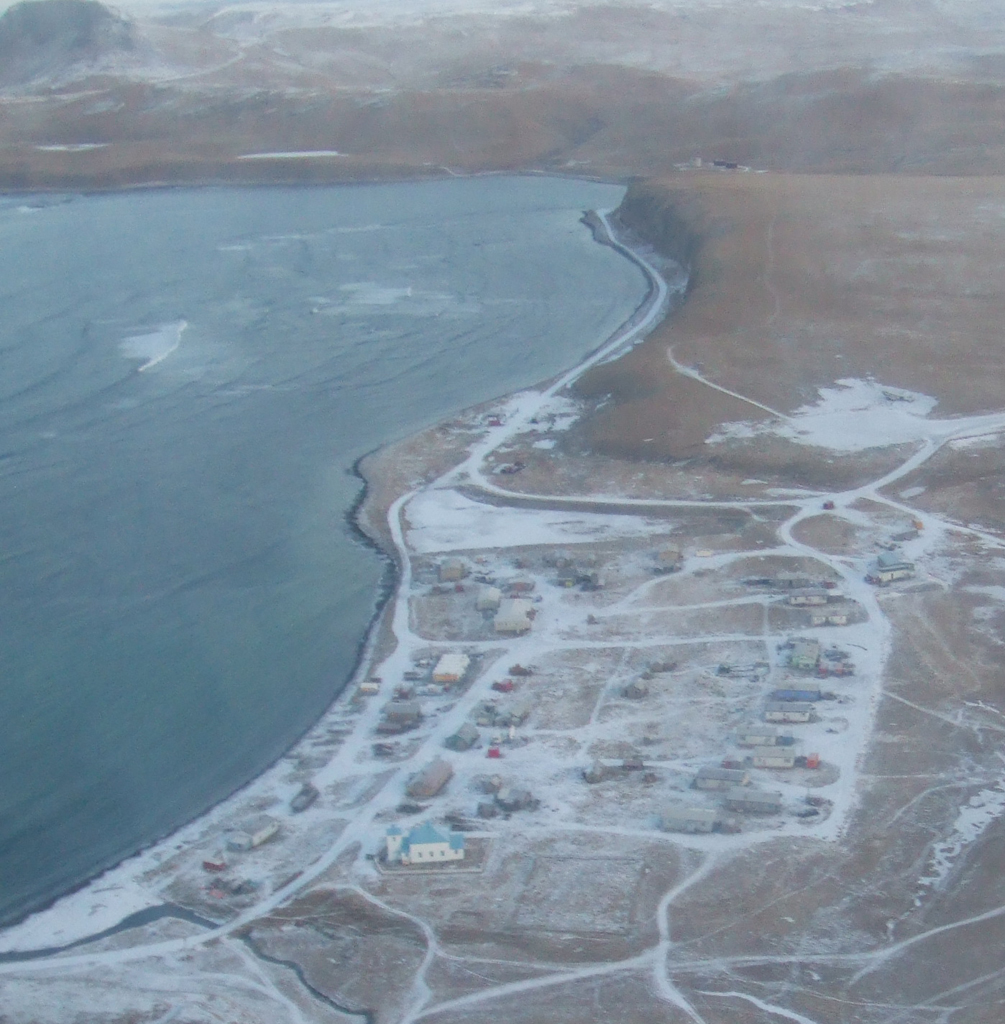
Letecký pohled na osadu Nikolski (rok 2006)
Pravoslavný kostel Sv. Mikuláše (rok 1990)
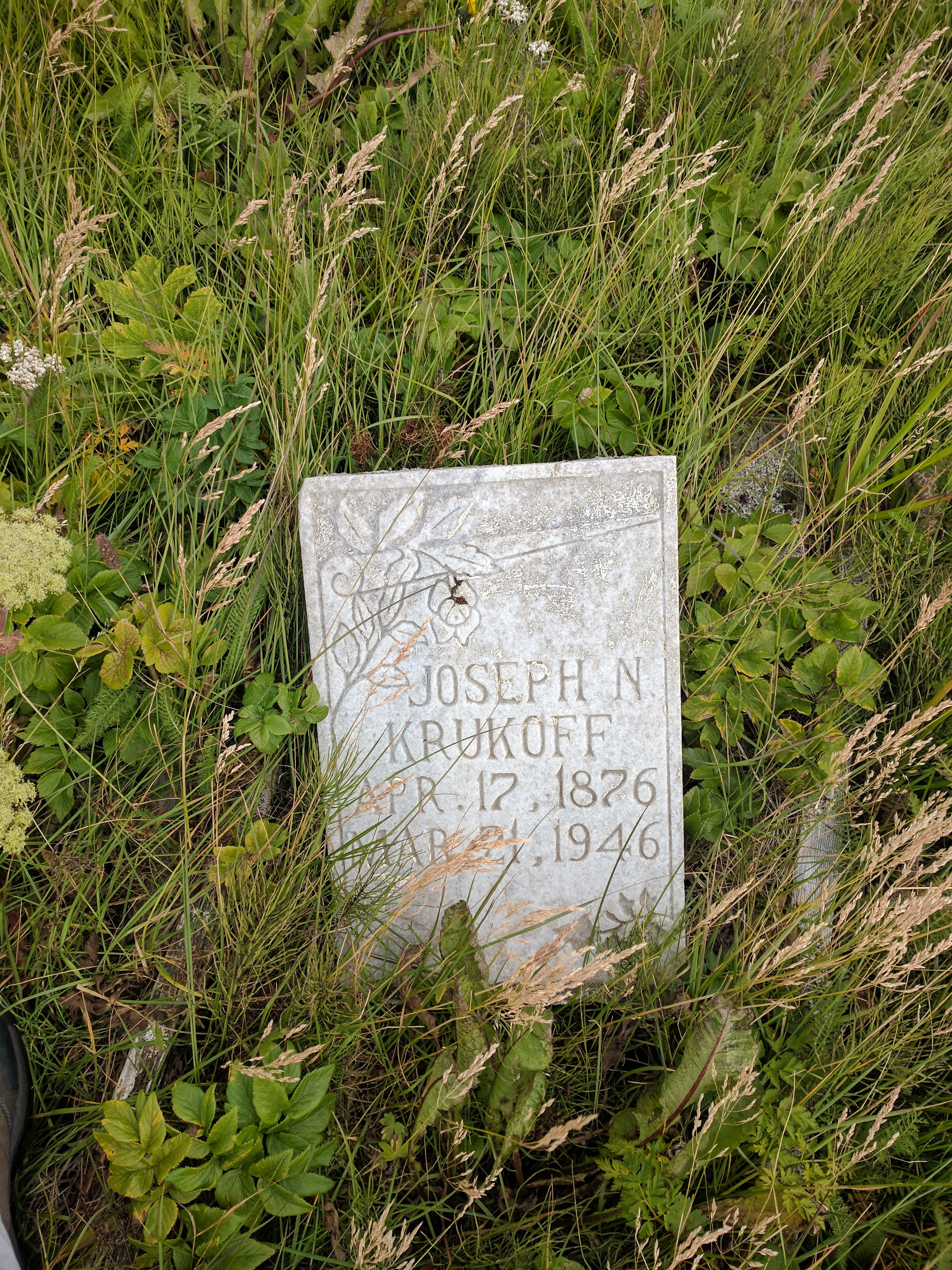
Náhrobní kámen na místním aleutském hřbitově (rok 2017)
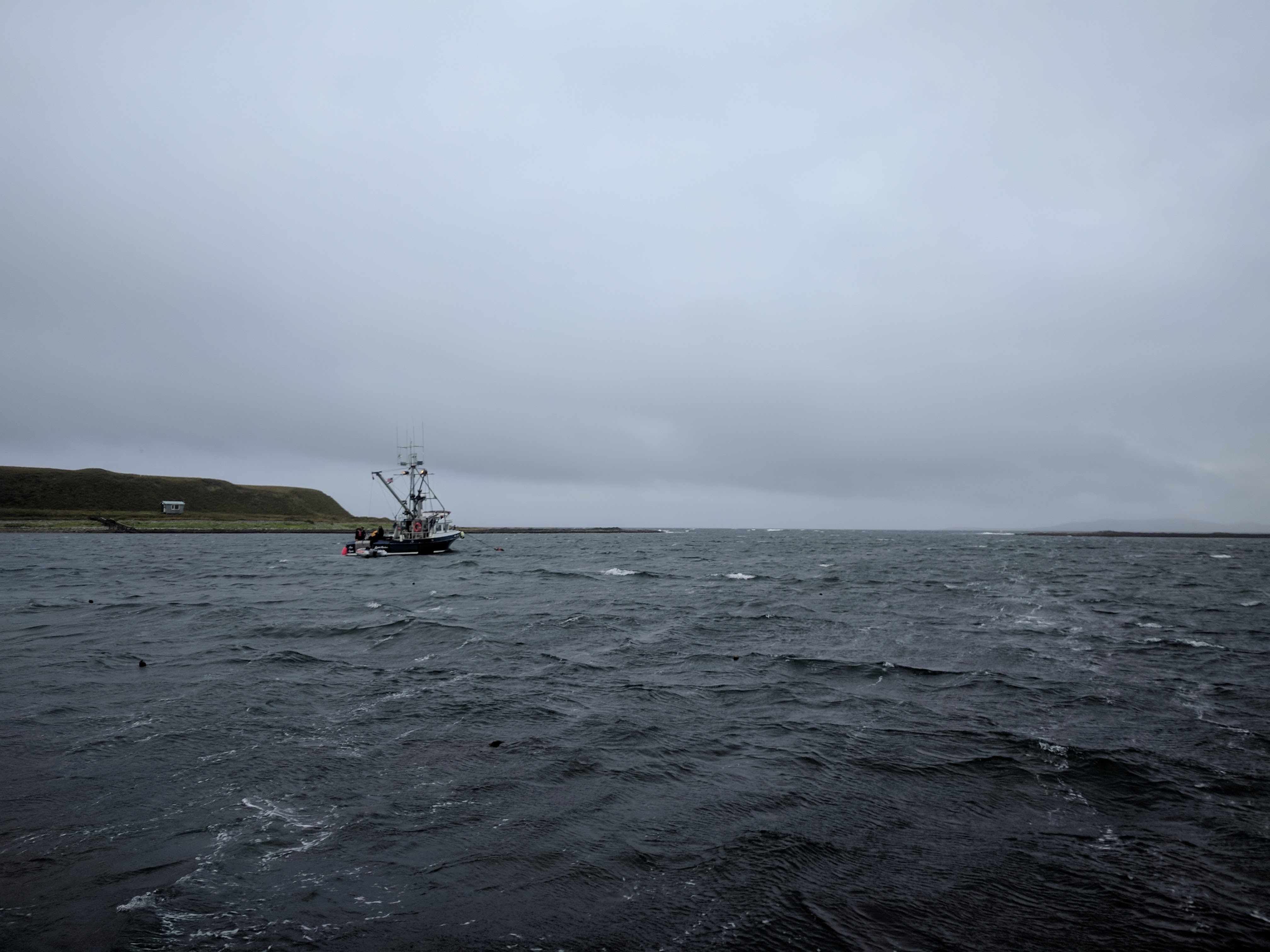
Loď u osady Nikolski (rok 2017)
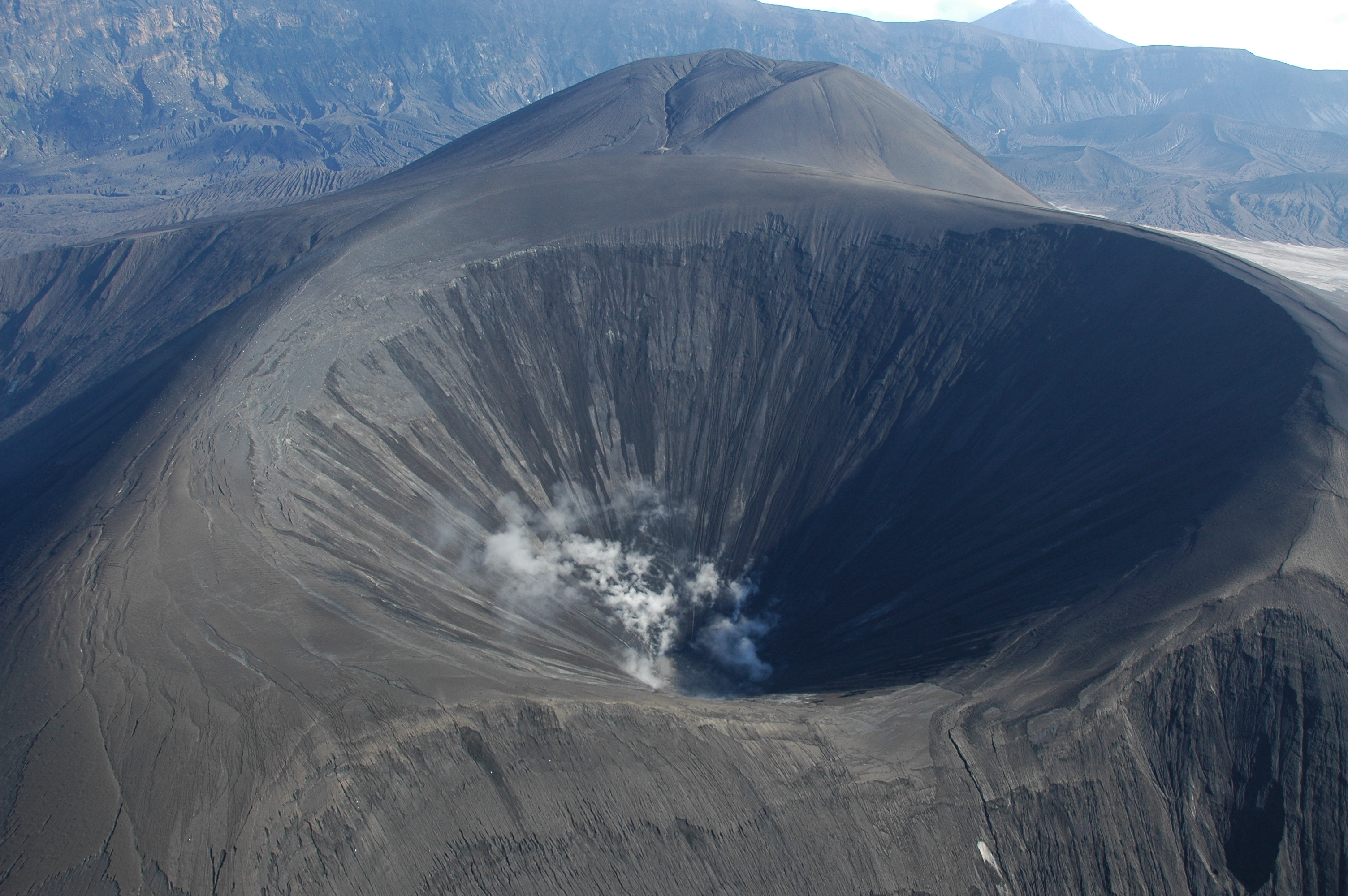
Sopka Okmok (rok 2008)